# 「天久鷹央」シリーズ
「天久鷹央」シリーズ（「あめくたかお」シリーズ）は、知念実希人による日本の連作医療ミステリ小説。表紙イラストはいとうのいぢが担当している。
新潮文庫nexからの小説が13巻、実業之日本社文庫から既刊を加筆修正し書き下ろし掌編を追加した完全版13巻と新作6巻が刊行されている。2025年1月時点で、シリーズ累計部数は350万部を突破している。漫画版は2016年6月号から2018年5月号まで『月刊コミック@バンチ』で連載され、全4巻が刊行された。『天久鷹央の推理カルテ スフィアの死天使』の漫画版は武梨えりが漫画を担当し、『good!アフタヌーン』2024年10号より連載されている。
医療ミステリは外科医を中心として医局内の権力闘争を描くものが多いが、本作は診断医としての能力と知識を駆使して事件を解決に導く。
2025年1月から4月までテレビアニメが放送された。また、2025年4月から6月までテレビドラマが放送された。

## あらすじ
天医会総合病院の統括診断部の女医、天久鷹央のもとには、数々の「診断困難」とされる病気や、警察でさえ解き明かすことのできない謎が集まってくる。
その摩訶不思議な謎に助手として統括診断部に赴任してきた小鳥遊優とともに挑む。

## 登場人物
声の項はテレビアニメ版の声優。演者の項はテレビドラマ版の役者。

### 「統括診断部」メンバー
天久 鷹央（あめく たかお）
声 - 佐倉綾音 / 演 - 橋本環奈
本作の主人公。
一族経営である天医会総合病院の副院長兼統括診断部部長。理事長の次女。帝都大学医学部医学科卒。シリーズ開始時、27歳。小柄で童顔のため、高校生、時には中学生に間違えられることがある。
アスペルガー症候群、広義のサヴァン症候群による超人的な記憶力・計算力・知能の持ち主で、院内の各科で「診断困難」とされた患者や外部から持ち込まれる不可解な事件を診断によって難事件を解決している。その反面、不器用な面や人の気持ちを理解するのが苦手な面、偏食癖もある。映像記憶能力を持ち、一度見たものは忘れない。
副院長という役職にある鷹央に逆らえずに敵意を抱いている病院関係者（主に外科の医師たち）から「屋上に棲む座敷童」と陰口をたたかれている。
統括診断部にきた医師たちと悉くトラブルを起こして引きこもっていたが、そこに現れた小鳥遊との事件解決への活躍を経て、徐々にだが周囲へと心を開き始めている。鴻ノ池とも巻を追うごとに仲良くなり、次第に買い物などにも出かけている。男には興味がないと公言しており、合コンに興味を示して男側として参加するなど、女性に興味があるかのような言動も見られる。難解な事件の発生を知ると、強引に介入して真相を暴く探偵の役割をする。
姉の真鶴には恐怖を抱き、怒られそうになると舌足らずになるほど恐れている。兄で凄腕の精神科医の天久翼（あめく つばさ）とは反りが合わずに付き合いを断っている(→神酒クリニックで乾杯をシリーズ）。

小鳥遊 優（たかなし ゆう）
声 - 小野賢章 / 演 - 三浦翔平
本作の語り手。
統括診断部に所属している内科医見習い。シリーズ開始時の話である『スフィアの死天使』では29歳（ドラマでは35歳）。赴任の挨拶時に鷹央から「小鳥」というあだ名を付けられ、下僕扱いされている。
統括診断部での仕事はほとんどが患者の愚痴の聞き役である。また、鷹央の指示で毎週金曜日は救急部に出向している。元々は外科医を目指し、純正会医科大学附属病院の外科医局に5年間勤めていたが、思うことが有り4月に内科医に転向し3ヶ月間大学で研修後、7月より純正医大附属病院から天医会総合病院統括診断部に派遣される。愛車は研修医時代に給料をやりくりしてローンで購入しチューンアップも施したマツダ・RX-8であったが、『火焰の凶器』の作中で放火され全焼してしまったために、『魔弾の射手』では実家のトヨタ・アクアを借用し、『久遠の檻』にてマツダ・CX-8をローンを組んで購入した。
大学時代は空手部に所属していて、暴徒相手に戦うこともある。
好みの女性は真鶴の様に年上で色香のある女性で、院内の看護師や薬剤師に粉をかけているが、いつもいいところになって鷹央に振り回されるため振り出しに戻っている。また、鴻ノ池が言い触らしている噂のせいで病院関係者に「鷹央の恋人の『小鳥』先生」として知られわたり、女性に振り向いてもらえないでいる。
お人好しで、傍若無人な言動と行動をする鷹央と患者や他のスタッフの間に入って場を取り持つ役割を担う。感情がすぐに顔に出るために他人に隠し事ができず、その性格を鷹央に利用されて犯人を罠に嵌める囮にされることがある。診断医としての能力は鷹央に及ばないが、たまにその何気ない一言が八方塞がりになった鷹央の突破口へのヒントになることがある。
研修医時代より人形町の築30年を超えるマンションに住む。同マンションの住人に高梨もいるため、『火焰の凶器』で放火魔からの脅しの品での宛先は「たかなしことり様」であった。東久留米市の天医会総合病院へは自動車通勤だが、愛車を失っている間は電車通勤していた。純正会医科大学附属病院では、「祈りのカルテ」「祈りのカルテ 再会のセラピー」等で登場する循環器内科の諏訪野良太とも面識がある。

### 「天医会総合病院」関係者
鴻ノ池 舞（こうのいけ まい）
声 - 石見舞菜香 / 演 - 畑芽育
研修医。凄腕の診断医である鷹央に憧れている。研修先の様々な診療科で鷹央と小鳥遊の仲のデマを流し、面白そうな事件を見つけては小鳥遊に鷹央へ伝えさせようするなど、鷹央と小鳥遊の仲を何としても縮めようとしている。
初期は鷹央に話しかけるのも恐れ多いと言っていたが、巻を進めるごとに仲を縮め、個人的に連絡を取り合ったり、一緒に買い物に行ったりしていて、『幻影の手術室』では殺人事件の容疑者とされ逮捕寸前だったのを助けられてからは増々鷹央を崇拝している。普段はおどけているが、急患の受け入れの際テキパキと対処し、子供時代に合気道を習っていたこともあり、事件の際も武道の達人並みの強さで被疑者を取り押さえる活躍をする。愛車はカワサキ・Z1000であったが、『火焰の凶器』にて火災現場に閉じ込められた小鳥遊を助けるために無人で壁に突入させ、乗り回せない状況になってしまったため、弁償として『魔弾の射手』にてスズキ・GSX1300Rハヤブサの新車を小鳥遊が買い与えた。『生命の略奪者』では、統括診断部で臨床研修をしている。天医会総合病院隣接の女子寮に住む。
天久 真鶴（あめく まづる）
声 - 水樹奈々 / 演 - 佐々木希
病院の事務長。鷹央の姉、理事長の長女。シリーズ開始時の話である『スフィアの死天使』では30歳で、その半年前に交際していた中学時代の同級生と結婚したが、仕事上では旧姓を名乗っている。鷹央とは対照的な一般人だが、鷹央が苦手とする人の一人。『ファントムの病棟 完全版』では中学から大学までソフトボール部のエースで4番であり、病院の事務職員でソフトボールチームを組んでいると明かされた。
天久 大鷲（あめく おおわし）
声 - 立木文彦 / 演 - 柳葉敏郎
院長。真鶴と鷹央の叔父。徹底的な合理主義で鷹央とは病院の運営方針を巡り対立関係にあり、統括診断部についてもよく思っていない。院長就任前は腹部外科部長兼副院長の立場だった。　
沖田 克也（おきた かつや）
小鳥遊が天医会総合病院へ赴任した時の救急部部長。人員不足に悩み、小鳥遊の入部に感謝していた。『スフィアの死天使』冒頭で、救急搬送されてきた患者にプラスドライバーで胸部を複数回刺され、治療の甲斐なく命を落とした。
壺井 太志（つぼい ふとし）
沖田の後任として着任した救急部部長。穏やかで親しみやすく、小鳥遊とは会ってすぐに打ち解けた。実家が和菓子屋を経営している。
蔵野 正（くらの ただし）
小鳥遊が天医会総合病院へ赴任した時の脳神経外科部長。脳に限れば鷹央と知識で張り合えると豪語している。『スフィアの死天使』終盤で自殺。
小田原 香苗（おだわら かなえ）
産婦人科部長。シリーズ開始時、43歳。7年前まで地味ななりで荘王大学病院の産婦人科医局に勤めていたが、天医会総合病院に転職する際に29歳を自称する若作りをしだして15歳の息子に嫌がられている。鷹央に好意を抱く数少ない理解者であるが、鷹央が苦手とする人の一人でもある。
熊川 大二郎（くまかわ だいじろう）
声 - 竹内良太 / 演 - 米本学仁
小児科部長。大男で無精髭を生やしマタギのような風貌をしている。鷹央のことは子供の頃から知っており、好意を抱く数少ない理解者。
酒井 和利（さかい かずとし）
演 - 片桐仁
腹部外科部長。大鷲派で鷹央を嫌っており、鷹央への医療過誤を元に訴状を起こされた際の統括診断部縮小案を議題として会議の場で鷹央が事件解決に導き大鷲が議題取り下げ宣言にも最後まで抵抗しようとした。
墨田 淳子（すみだ じゅんこ）
声 - 沢城みゆき / 演 - 凰稀かなめ
精神科部長。独身の中年女性。研修医時代の鷹央に誤診を指摘され面子を潰された恨みから、鷹央の精神科病棟の出入りを禁止している。ただし、鷹央の診断医としての実力については認めており、小鳥遊を経由して統括診断部に依頼したり、鷹央の命令には渋々だが従っている。
天医会総合病院近くのマンションに飼い猫と暮らしている。『火焰の凶器』では、とある資格保有者のため、深夜に叩き起こされ同行を求められた。

### 警察関係
成瀬 隆哉（なるせ りゅうや）
声 - 諏訪部順一
田無署刑事課の刑事。奇妙な刑事事件が起きるたびに探偵気取りで首を突っ込んでくる鷹央に反感を抱いているが、犯人を逮捕するために仕方なく協力している。何度も不本意ながらも鷹央と共に事件を解決したために、上層部や同僚から警察と鷹央の窓口係にされている。
桜井 公康（さくらい きみやす）
声 - 平田広明 / 演 - 平山浩行
警視庁捜査一課の刑事であり階級は警部補。刑事コロンボのファンでその格好を真似ている。鷹央の推理力を高く買っており、事件の際には裏で協力し合っている。また、「傷痕のメッセージ」など知念実希人の他作品にも登場していて、真鶴と鷹央の兄で凄腕の精神科医の天久 翼（あめく つばさ）が勤めている「神酒クリニック」のスタッフとも繋がりがある。
川辺（かわべ）
警視庁捜査一課長。たたき上げのノンキャリアだが、帝都大文系出身のキャリア組が所轄署長になり、管内の事件を秘密裏に鷹央に相談することがあった。それらの中には所轄に捜査本部が立って警視庁捜査一課と組んで捜査にあたった事件も有り、鷹央と面識がある。

### 鷹央の関係者
御子神 氷魚（みこがみ ひお）
演 - 賀来千香子
御子神記念病院院長であり、鷹央の診察に定期的に通院している患者であり、鷹央の帝都大医学部での病院臨床実習時代の指導医でもある。『羅針盤の殺意』時点で、62歳。鷹央と同等の頭脳を誇るインテリで、5桁×5桁の暗算ができたり、十か国語以上が話せるなど、非常に優れた頭脳を持つ。
実は、天久鷹央と同じアスペルガー症候群をはじめとする発達障害の特性を併せ持っている。（鷹央の事も「同類」と呼んでいる。）そのため、若い頃は無自覚のうちに唯我独尊な態度を取っていた。かつて自分がその特性で、手先の器用さや患者との高いコミュニケーション能力が求められる医者という仕事に不向きだと考えていた鷹央に、診断医としての医者の在り方を教え、彼女のその後の診断医としての生き方を示してくれた人でもある。そのため、鷹央からは、「先生」と呼ばれて尊敬されている鷹央と異なり周囲からの人望は厚く、院長の座を狙う兄の知奴（ちぬ、演 - 梶原善）を除き御子神病院関係者からは、尊敬されていた。
自身の病院の地下カルテ庫で謎の死を遂げて、姪の鮎奈（あゆな、演 - 内田理央）によって鷹央に知らされた。

## 用語
天医会総合病院（てんいかいそうごうびょういん）
東京都東久留米市の住宅街に建ち、同市全域の地域医療を担っている総合病院。三次救急指定病院。鷹央の祖父が個人病院として開院し、鷹央の父である前院長がシリーズ開始時の10年前に現在の総合病院に建て替えた。鷹央の父は2年前に院長を辞し現在は理事長を務めている。病床は約600床。地下1階地上10階建て。
| 屋上    | "家"（統括診断部医局兼鷹央の自宅）、小鳥遊のデスク（"家"の裏手のプレハブ小屋） |
| 10階    | 統括診断部診察室                                                               |
| 8階     | 内科病棟                                                                       |
| 7階     | 小児科病棟                                                                     |
| 6階     | 脳外科病棟、精神科（閉鎖・開放）病棟                                           |
| 3階     | 会議室、医局（統括診断部を除く）                                               |
| 2階 1階 | 総合案内、外来診察室（統括診断部を除く）                                       |
| 地下1階 | 検査室（ヘリカルCT・MRI・ガンマナイフ・解剖室等）                              |

統括診断部（とうかつしんだんぶ）
鷹央の父が鷹央の能力を生かすためにシリーズ開始の1年前設立し、研修を終えたての鷹央が部長となった。設立と同時期に病院の屋上に赤レンガ造りの平屋建ての建物である、"家"も建てられ、統括診断部医局となった。鷹央の家でもあり、鷹央は病院から出ることは少なかった。"家"の中には本やDVDが積み上げられてできた「本の樹」が無数に生えていて、高いものでは小学生の背丈ほどになる。
時山病院（ときやまびょういん）
東京都西東京市の丘の上にあった病院で、少なくとも地上10階建て以上の大病院。
天医会総合病院のある東久留米市と同じ北多摩北部保健医療圏（二次医療圏）に属し、西東京市の中核的な病院であった。当初は時山病院という名称であったが、屋上に巨大な時計塔があり、後に「時計山病院」と名称変更した。戦前より100年近く時山家が経営してきたが、11年前に医療過誤が原因で患者が激減し廃院した。11年の間に約20人が自殺しており、自殺の名所として知られている。『魔弾の射手』事件の舞台として登場。
清和総合病院（せいわそうごうびょういん）
東京都西東京市にある総合病院で、『幻影の手術室』事件の舞台となった。
鴻ノ池の元恋人である湯浅春哉が勤めていた病院。院長の袴田は鷹央を幼少時から知っており、鷹央の扱い方にもなれている。
倉田病院（くらたびょういん）
療養型の病院で、天医会総合病院からの患者の転院も多かったが、身寄りのない患者を集めて雑に取り扱っている倉田病院の現状を訴えるために看護師が起こした『吸血鬼症候群』事件後に鷹央が倉田病院への転院をやめさせた。
帝都大学
鷹央が出た医学部は日本最難関医学部として有名である。現在でも鷹央は強力なコネやツテを持っている。
純正会医科大学附属病院
小鳥遊の出身大学。
著者の別作品「傷痕のメッセージ」によると東京都港区神谷町に位置する。
陵光医科大学付属病院
鴻ノ池舞の出身大学。
『幻影の手術室』に登場の湯浅春哉は同大学から清和総合病院に派遣されていた。
タカタカペア
田無署や警視庁内での鷹央＆小鳥遊コンビの通称。
すぐに事件に首を突っ込み謎を解決してしまう鷹央と、正当防衛とはいえ何人もの犯罪者を叩きのめしてきた小鳥遊は、二人一組で危険人物として扱われている。『吸血鬼の原罪』にて、鴻ノ池から最近は自分も参加しているので名前を加えてほしいとの懇願を受け「タカノトリ」を提案された。

## 既刊一覧

### 小説
推理カルテのナンバリング作品は文芸誌に掲載された短編作品に書き下ろしを加えて刊行されている。ナンバリング外の事件カルテは文庫書き下ろしの長編作品である。
- 知念実希人（著） / いとうのいぢ（イラスト）、新潮社〈新潮文庫nex〉、既刊13巻（2023年10月現在）。

| 巻数 | タイトル                                  | 初版発行日（発売日）    | ISBN              | 収録作品                                                     |
| ---- | ----------------------------------------- | ----------------------- | ----------------- | ------------------------------------------------------------ |
| 1    | 天久鷹央の推理カルテ                      | 2014年10月1日（同日）   | 978-4-10-180010-3 | 「泡」「人魂の原料」「不可視の胎児」「オーダーメイドの毒薬」 |
| 2    | 天久鷹央の推理カルテII ファントムの病棟   | 2015年3月1日（同日）    | 978-4-10-180027-1 | 「甘い毒」「吸血鬼症候群」「天使の舞い降りる夜」             |
| 3    | 天久鷹央の推理カルテIII 密室のパラノイア  | 2015年6月1日（同日）    | 978-4-10-180035-6 | 「閃光の中へ」「拒絶する肌」「密室で溺れる男」               |
| 4    | スフィアの死天使 天久鷹央の事件カルテ     | 2015年9月1日（8月28日） | 978-4-10-180044-8 | 「スフィアの死天使 天久鷹央の事件カルテ」                    |
| 5    | 天久鷹央の推理カルテIV 悲恋のシンドローム | 2016年2月1日（同日）    | 978-4-10-180057-8 | 「迷い込んだ呪い」「ゴミに眠る宝」「瞬間移動した女」         |
| 6    | 幻影の手術室 天久鷹央の事件カルテ         | 2016年9月1日（同日）    | 978-4-10-180076-9 | 「幻影の手術室 天久鷹央の事件カルテ」                        |
| 7    | 天久鷹央の推理カルテV 神秘のセラピスト    | 2017年3月1日（同日）    | 978-4-10-180090-5 | 「雑踏の腐敗」「永遠に美しく」「聖者の刻印」                 |
| 8    | 甦る殺人者 天久鷹央の事件カルテ           | 2017年11月1日（同日）   | 978-4-10-180109-4 | 「甦る殺人者 天久鷹央の事件カルテ」                          |
| 9    | 火焔の凶器 天久鷹央の事件カルテ           | 2018年9月1日（同日）    | 978-4-10-180133-9 | 「火焔の凶器 天久鷹央の事件カルテ」                          |
| 10   | 魔弾の射手 天久鷹央の事件カルテ           | 2019年9月1日（同日）    | 978-4-10-180162-9 | 「魔弾の射手 天久鷹央の事件カルテ」                          |
| 11   | 神話の密室 天久鷹央の事件カルテ           | 2020年9月1日（同日）    | 978-4-10-180197-1 | 「バッカスの病室」「神のハンマー」                           |
| 12   | 久遠の檻 天久鷹央の事件カルテ             | 2021年9月1日（同日）    | 978-4-10-180223-7 | 「久遠の檻 天久鷹央の事件カルテ」                            |
| 13   | 生命の略奪者 天久鷹央の事件カルテ         | 2022年9月1日（同日）    | 978-4-10-180246-6 | 「生命の略奪者 天久鷹央の事件カルテ」                        |

- 知念実希人（著） / いとうのいぢ（イラスト）、実業之日本社〈実業之日本社文庫〉、既刊完全版13巻、新作6巻（2025年4月4日現在）。2023年10月より2024年4月まで毎月2 - 3冊ずつ刊行され、以後続刊予定。巻数は新潮文庫nex版を踏襲し初刊時の刊行順に記載。

| 巻数 | タイトル                                       | 初版発行日（発売日）      | ISBN              | 収録作品                                                                   |
| ---- | ---------------------------------------------- | ------------------------- | ----------------- | -------------------------------------------------------------------------- |
| 1    | 天久鷹央の推理カルテ 完全版                    | 2023年10月15日（10月6日） | 978-4-408-55835-6 | 「泡」「人魂の原料」「不可視の胎児」「オーダーメイドの毒薬」「蜜柑と真鶴」 |
| 14   | 吸血鬼の原罪 天久鷹央の事件カルテ              | 2023年10月15日（10月6日） | 978-4-408-55834-9 | 「吸血鬼の原罪 天久鷹央の事件カルテ」                                      |
| 4    | スフィアの死天使 天久鷹央の事件カルテ 完全版   | 2023年11月15日（11月9日） | 978-4-408-55844-8 | 「スフィアの死天使 天久鷹央の事件カルテ」「白い粉の秘密」                  |
| 2    | ファントムの病棟 天久鷹央の推理カルテ 完全版   | 2023年11月15日（11月9日） | 978-4-408-55845-5 | 「甘い毒」「吸血鬼症候群」「天使の舞い降りる夜」「ソフトボールと真鶴」     |
| 6    | 幻影の手術室 天久鷹央の事件カルテ 完全版       | 2023年12月15日（12月8日） | 978-4-408-55854-7 | 「幻影の手術室 天久鷹央の事件カルテ」「鴻ノ池の笑顔」                      |
| 3    | 密室のパラノイア 天久鷹央の推理カルテ 完全版   | 2023年12月15日（12月8日） | 978-4-408-55855-4 | 「閃光の中へ」「拒絶する肌」「密室で溺れる男」「小鳥遊先生、さようなら」   |
| 8    | 甦る殺人者 天久鷹央の事件カルテ 完全版         | 2024年1月20日（1月12日）  | 978-4-408-55860-8 | 「甦る殺人者 天久鷹央の事件カルテ」「鷹央の恋人？」                        |
| 5    | 悲恋のシンドローム 天久鷹央の推理カルテ 完全版 | 2024年1月20日（1月12日）  | 978-4-408-55861-5 | 「迷い込んだ呪い」「ゴミに眠る宝」「瞬間移動した女」「想いよ届け」         |
| 15   | 羅針盤の殺意 天久鷹央の推理カルテ              | 2024年2月15日（2月5日）   | 978-4-408-55865-3 | 「禁断の果実」「七色の猫」「遺された挑戦状」                               |
| 9    | 火焔の凶器 天久鷹央の事件カルテ 完全版         | 2024年2月15日（2月5日）   | 978-4-408-55866-0 | 「火焔の凶器 天久鷹央の事件カルテ」「新しい相棒」                          |
| 7    | 神秘のセラピスト 天久鷹央の推理カルテ 完全版   | 2024年2月15日（2月5日）   | 978-4-408-55867-7 | 「雑踏の腐敗」「永遠に美しく」「聖者の刻印」「詐欺師と小鳥遊」             |
| 10   | 魔弾の射手 天久鷹央の事件カルテ 完全版         | 2024年3月15日（3月7日）   | 978-4-408-55872-1 | 「魔弾の射手 天久鷹央の事件カルテ」「幽霊と鴻ノ池」                        |
| 11   | 神話の密室 天久鷹央の推理カルテ 完全版         | 2024年3月15日（3月7日）   | 978-4-408-55873-8 | 「バッカスの病室」「神のハンマー」「後輩、朝霧明日香」                     |
| 16   | 絶対零度のテロル 天久鷹央の事件カルテ          | 2024年4月15日（4月5日）   | 978-4-408-55878-3 | 「絶対零度のテロル 天久鷹央の事件カルテ」                                  |
| 12   | 久遠の檻 天久鷹央の事件カルテ 完全版           | 2024年4月15日（4月5日）   | 978-4-408-55879-0 | 「久遠の檻 天久鷹央の事件カルテ」「天国への道」                            |
| 13   | 生命の略奪者 天久鷹央の事件カルテ 完全版       | 2024年4月15日（4月5日）   | 978-4-408-55880-6 | 「生命の略奪者 天久鷹央の事件カルテ」「生命の摂食者」                      |
| 17   | 猛毒のプリズン 天久鷹央の事件カルテ            | 2024年10月15日（10月4日） | 978-4-408-55913-1 | 「猛毒のプリズン 天久鷹央の事件カルテ」                                    |
| 18   | 呪いのシンプトム 天久鷹央の推理カルテ          | 2024年12月15日（12月6日） | 978-4-408-55920-9 | 「水神の祟り」「闇に光る」「透過する弾丸」                                 |
| 19   | 鏡面のエリクサー 天久鷹央の事件カルテ          | 2025年4月15日（4月4日）   | 978-4-408-55942-1 | 「鏡面のエリクサー 天久鷹央の事件カルテ」                                  |

- 知念実希人（著） / いとうのいぢ（装画） / 一束（挿絵） 『天久鷹央の推理カルテ ジュニア版』、実業之日本社、既刊1巻（2024年12月12日現在）

| 巻数 | タイトル                                               | 初版発行日（発売日）       | ISBN              | 収録作品             |
| ---- | ------------------------------------------------------ | -------------------------- | ----------------- | -------------------- |
| 1    | 天久鷹央の推理カルテ ジュニア版 カッパの秘密とナゾの池 | 2024年12月20日（12月12日） | 978-4-408-53868-6 | 「泡」「蜜柑と真鶴」 |

### 漫画
緒原博綺による漫画版が『月刊コミック@バンチ』（新潮社）2016年6月号から2018年5月号まで連載された。内容は新潮文庫nex1巻と2巻相当。武梨えりによる『天久鷹央の推理カルテ スフィアの死天使』の漫画版が『good!アフタヌーン』（講談社）2024年10号から連載されている。
| 巻数 | 初版発行日（発売日）    | ISBN              |
| ---- | ----------------------- | ----------------- |
| 1    | 2016年9月16日（9月9日） | 978-4-10-771912-6 |
| 2    | 2017年3月9日（同日）    | 978-4-10-771960-7 |
| 3    | 2017年11月9日（同日）   | 978-4-10-772022-1 |
| 4    | 2018年6月9日（同日）    | 978-4-10-772090-0 |

| 巻数 | 初版発行日（発売日）  | ISBN              |
| ---- | --------------------- | ----------------- |
| 1    | 2025年1月22日（同日） | 978-4-06-537952-3 |
| 2    | （2025年8月6日）      | 978-4-06-540374-7 |

## テレビアニメ
2024年4月3日、テレビアニメ化されることが発表された。『天久鷹央の推理カルテ』（あめくたかおのすいりカルテ）のタイトルで2025年1月から4月までTOKYO MXほかにて放送された。
2025年1月16日（15日深夜）には、天久鷹央役の佐倉綾音が出演する『天久鷹央の休診日『高尾山で鷹央さーん！』』が放送された。
2025年2月13日（12日深夜）には、天久鷹央役の佐倉綾音が出演する『天久鷹央の休診日『佐倉綾音、人間ドックに行く』』が放送された。
2025年3月13日（12日深夜）には、天久鷹央役の佐倉綾音、小鳥遊優役の小野賢章、鴻ノ池舞役の石見舞菜香が出演する『最終章突入スペシャル特番』が放送された。

### スタッフ
- 原作 - 知念実希人（実業之日本社文庫 刊）[17]
- キャラクター原案 - いとうのいぢ[17]
- 監督 - いわたかずや[8]
- シリーズ構成 - 杉澤悟[8]
- キャラクターデザイン - 高品有桂[8]
- サブキャラクターデザイン - 宮澤努、ヒラタリョウ、みき尾[8]
- プロップデザイン - 秋篠日和[8]
- 美術設定 - SAKO[8]
- 美術監督 - 李書九[8]
- 色彩設計 - 横井未加[8]
- CGラインディレクター - 濱村敏郎[8]
- 撮影監督 - 大出高士[8]
- 編集 - 渡邉千波[8]
- 音楽 - fox capture plan[8]
- 音楽プロデューサー - 山内真治
- 音響監督 - 濱野高年[8]
- 音響効果 - 和田俊也[8]
- 音響制作 - マジックカプセル[8]
- 医療監修 - 原田知幸[8]
- プロデューサー - 木村吉隆、髙橋佳那子、大和田智之、阿部雅彦
- アニメーションプロデューサー - 糀谷智司
- アニメーション制作 - project No.9[8]
- 製作 - 天久鷹央の推理カルテ製作委員会（アニプレックス、クランチロール、ストレートエッジ、BS11、実業之日本社）

### 主題歌
「SCOPE」
Aimerによるオープニングテーマ。作詞はaimerrhythm、作曲は百田留衣、編曲は玉井健二と百田留衣。
「will be fine feat. Anly」
ゴスペラーズによるエンディングテーマ。作詞は安岡優、作曲は黒沢薫、編曲はYaffle。

### 各話リスト
| 話数     | サブタイトル                                                        | 脚本              | 絵コンテ              | 演出             | 作画監督 | 総作画監督        | 初放送日      |
| -------- | ------------------------------------------------------------------- | ----------------- | --------------------- | ---------------- | --- | ----------------- | ------------- |
| KARTE 1  | Dr.SHERLOCK DR.SHERLOCK                                             | 杉澤悟 知念実希人 | いわたかずや          | 松本マサユキ     | 都竹隆治 水野隆宏 洪範錫 河原久美子 拾月動画                                                                                      | 高品有桂 松本謙一 | 2025年 1月2日 |
| KARTE 2  | 青い血と竜の牙 BLUE BLOOD CELLS AND DRAGON FANGS                    | 杉澤悟 知念実希人 | 葉摘田緒              | ながはまのりひこ | 渡辺奏 薪魂動画 暁・火鳥動画 ラプラスアニメーション one ghost                                                                     | 高品有桂 松本謙一 | 2025年 1月2日 |
| KARTE 3  | 閃光の中へ INTO THE SPELL OF SHIMMERING LIGHT                       | 杉澤悟            | 西森章                | 吉村朝陽         | グレーン ラプラスアニメーション 拾月動画 洪範錫 河原久美子                                                                        | 松本謙一          | 1月9日        |
| KARTE 4  | 火焔の凶器 SPONTANEOUS HUMAN COMBUSTION                             | 杉澤悟            | 葉摘田緒              | 谷澤篤仁         | one ghost 拾月動画 | 松本謙一          | 1月23日       |
| KARTE 5  | 紅蓮の呪術師 CRIMSON CURSE OF THE SORCERER                          | 杉澤悟            | 葉摘田緒              | ながはまのりひこ | 李文婧 梁宇欣 崔芝蘭 寧貞嘉 拾月動画 Triple A 暁・火鳥動画 スタジオグラム EverGreen ゼロワン                                      | 松本謙一 高品有桂 | 1月30日       |
| KARTE 6  | 炎の終幕 FIERCE BLAZING FINALE                                      | 杉澤悟            | 葉摘田緒              | 河村彩           | スタジオ時雨 | 無錫極速蝸牛動畫  | 2月6日        |
| KARTE 7  | オーダーメイドの毒薬 PRESCRIBED POISON                              | 杉澤悟            | 坂田純一              | 吉村朝陽         | 河原久美子 洪範錫 水野隆宏 one ghost ラプラスアニメーション                                                                       | 松本謙一 正木優太 | 2月20日       |
| KARTE 8  | 天使の舞い降りる夜 前編 THE NIGHT WHEN THE ANGELS DANCED [ PART 1 ] | 柿原優子          | 坂田純一              | 谷澤篤二         | 都竹隆治 one ghost ラプラスアニメーション ワンオーダー ゼロワン 無錫極速蝸牛動畫                                                  | -                 | 2月27日       |
| KARTE 9  | 天使の舞い降りる夜 後編 THE NIGHT WHEN THE ANGELS DANCED [ PART 2 ] | 柿原優子          | 坂田純一              | 高嶋友也         | ラプラスアニメーション ワンオーダー 無錫極速蝸牛動畫 廖敏恵 拾月動画                                                              | 正木優太 松本謙一 | 3月6日        |
| KARTE 10 | 密室で溺れる男 前編 DROWNING IN A DRY ROOM [ PART 1 ]               | 柿原優子          | 葉摘田緒              | 吉村朝陽         | 陈娇娇 徐延文 孫仁義 無錫月霊動画 育松アニメーション制作有限会社 ワンオーダー ラプラスアニメーション ゼロワン レグリム リバイバル | 正木優太          | 3月20日       |
| KARTE 11 | 密室で溺れる男 中編 DROWNING IN A DRY ROOM [ PART 2 ]               | 柿原優子          | 葉摘田緒              | 谷澤篤仁         | ラプラスアニメーション one ghost                                                                                                  | -                 | 3月27日       |
| KARTE 12 | 密室で溺れる男 後編 DROWNING IN A DRY ROOM [ PART 3 ]               | 柿原優子          | いわたかずや 葉摘田緒 | 平山考成         | スタジオグラム Triple A 暁・火鳥動画 拾月動画                                                                                     | 松本謙一 正木優太 | 4月3日        |

### 放送局
| 放送期間                                  | 放送時間                                                  | 放送局       | 対象地域   | 備考                             |
| ----------------------------------------- | --------------------------------------------------------- | ------------ | ---------- | -------------------------------- |
| 2025年1月2日 2025年1月9日 - 4月3日        | 木曜 0:00 - 1:00（水曜深夜） 木曜 0:30 - 1:00（水曜深夜） | TOKYO MX     | 東京都     |                                  |
|                                           |                                                           | 群馬テレビ   | 群馬県     |                                  |
|                                           |                                                           | とちぎテレビ | 栃木県     |                                  |
|                                           |                                                           | BS11         | 日本全域   | 製作参加 / BS放送 / 『ANIME+』枠 |
| 2025年1月6日 2025年1月10日 - 4月4日       | 月曜 2:46 - 3:46（日曜深夜） 金曜 2:42 - 3:12（木曜深夜） | 中京テレビ   | 中京広域圏 |                                  |
| 2025年1月7日 2025年1月14日 - 4月8日       | 火曜 0:30 - 1:30（月曜深夜） 火曜 1:05 - 1:35（月曜深夜） | 琉球朝日放送 | 沖縄県     |                                  |
|                                           | 火曜 1:59 - 2:59（月曜深夜） 火曜 1:59 - 2:29（月曜深夜） | 読売テレビ   | 近畿広域圏 | 『MANPA』第1部                   |
| 2025年1月25日 -                           | 土曜 18:30 - 19:00                                        | アニマックス | 日本全域   | BS/CS放送                        |
| アニマックスを除く各局は初回2話連続放送。 |                                                           |              |            |                                  |

| 配信開始日   | 配信時間                   | 配信サイト |
| ------------ | -------------------------- | --- |
| 2025年1月2日 | 木曜 1:00（水曜深夜） 更新 | U-NEXT アニメ放題 アニメタイムズ |
| 2025年1月5日 | 日曜 12:00 更新            | Netflix Prime Video ABEMA dアニメストア （本店・for Prime Video・ニコニコ支店） Lemino Hulu バンダイチャンネル FOD DMM TV ニコニコチャンネル TVer |
|              | 日曜 21:00 - 21:30         | ニコニコ生放送 |
| 2025年1月7日 | 火曜 0:00（月曜深夜） 更新 | TELASA （見放題プラン） J:COM STREAM （見放題） milplus見放題パックプライム Pontaパス                                                             |

### BD / DVD
| 巻 | 発売日        | 収録話          | 規格品番     | 規格品番     |
| 巻 | 発売日        | 収録話          | BD           | DVD          |
| -- | ------------- | --------------- | ------------ | ------------ |
| 1  | 2025年3月26日 | 第1話 - 第3話   | ANZX-17581/2 | ANZB-17581/2 |
| 2  | 2025年4月23日 | 第4話 - 第6話   | ANZX-17583/4 | ANZB-17583/4 |
| 3  | 2025年5月28日 | 第7話 - 第9話   | ANZX-17585/6 | ANZB-17585/6 |
| 4  | 2025年7月30日 | 第10話 - 第12話 | ANZX-17587/8 | ANZB-17587/8 |

### Webラジオ
佐倉がパーソナリティを担当するラジオ番組『日刊 佐倉綾音〜天才・天久鷹央になる100日間〜』が、YouTube、Spotify、Apple Podcastほかにて配信される。

### コラボレーション
日本赤十字社
2024年8月のコミックマーケット期間中に献血キャンペーンを実施した。400ミリリットル以上の協力で景品がプレゼントされた。
高尾登山電鉄
主人公の名前「鷹央」と高尾山の「高尾」のタカオつながりで、2024年10月1日から25日までコラボ企画「高尾山で鷹央さーん」が実施された。スタンプラリーが行われたほか、車両には期間限定のヘッドマークが掲げられた。
加古川市
市のイメージキャラクター「かこのちゃん」とのコラボ企画が2024年10月から実施されている。コミュニティーバスでは1台限定でラッピングバスを運行。YouTubeではオリジナルのボイスドラマを配信中。

## テレビドラマ
『天久鷹央の推理カルテ』（あめくたかおのすいりカルテ）のタイトルで、2025年4月22日から6月24日までテレビ朝日系「火曜9時枠の連続ドラマ」枠にて放送された。主演は同局系連続ドラマ初出演初主演となる橋本環奈。

### キャスト（テレビドラマ）
出典：

#### 主要人物
天久鷹央〈27〉
演 - 橋本環奈
天医会総合病院 副院長、統括診断部 部長。自閉スペクトラム症を患っている。
小鳥遊優〈35〉
演 - 三浦翔平
純正会医科大学附属病院総合内科から派遣され、天医会総合病院 統括診断部に来たばかりの内科医見習い。元外科医。暇なので週2日は救命部の手伝いをさせられている。

#### 天医会総合病院

##### 医師
鴻ノ池舞〈25〉
演 - 畑芽育
研修医。
酒井和利〈52〉
演 - 片桐仁
外科部長。
墨田淳子〈45〉
演 - 凰稀かなめ
精神科 部長。
熊川良介〈50〉
演 - 米本学仁
小児科 部長。
藤田恵一
演 - 根津茂尚
救命部 部長。
天久大鷲〈60〉
演 - 柳葉敏郎
院長。鷹央の叔父。

##### 職員
相馬若菜〈25〉
演 - 玉田志織
小児科 看護師。
天久真鶴〈34〉
演 - 佐々木希
事務長。鷹央の姉。
技師
演 - 竹田茂生
救急部・技師。
看護師
演 - 佐藤侑梨（役名：片岡千秋）、大山かりん（役名：阪東夏樹）

#### その他
桜井公康〈45〉
演 - 平山浩行
警視庁捜査一課 刑事。
汐屋潤〈33〉
演 - 堀田健斗
倉石の秘書。
倉石奈津子〈56〉
演 - 高島礼子
宮城県出身の都議会議員。大鷲とは旧知の仲。

#### ゲスト

##### 第1話
香川昌平
演 - 塚地武雅（ドランクドラゴン）
「シン・ヤマグチ運送」トラック運転手。運転中に意識障害になり追突事故をおこして天医会総合病院に救急搬送される。
香川由佳
演 - 酒井若菜
昌平の妻。
野瀬智則
演 - 近藤公園
天医会総合病院脳神経外科 医師。香川昌平を脳神経外科に入院させる、と主張する。
中町由希
演 - 佐倉綾音
母・静枝の付き添いで統括診断部に来る女性。静枝は横紋筋融解症ではないか、と疑っている。
香川葵
演 - 永瀬ゆずな
昌平と由佳の娘。
岡崎翔太
演 - 宮下貴浩
東久留米警察署交通課 刑事。香川昌平の交通事故の件で桜井と共に鷹央に話を聞きに来る。
山口誠
演 - 髙尾勇次
「シン・ヤマグチ運送」の2代目社長。
中町静枝
演 - 芝村洋子
由希の母。近所の診療所で医療過誤に遭い、訴訟のための診断書を求めて整形外科を受診するも診断がつかず、統括診断部を受診する。鷹央にリウマチ性多発筋痛症と解熱鎮痛剤の副作用による腎障害と診断される。
小野寺真由
演 - 原つむぎ（第8話）
天医会総合病院 総合受付。
キャスター
声 - 田畑祐一（テレビ朝日アナウンサー）
洋菓子店「オールウェイズ」成城店での事件を伝えるキャスター。
患者
演 - 鈴木奈津子
小鳥遊に話を聞いてもらう統括診断部の患者。
救命医
演 - 渡邊将（第2話・第8話）
天医会総合病院救命部 医師。

##### 第2話
水原真知子
演 - 斉藤由貴（第1話）
真樹の母。真樹の症状は”水神様の祟り”だ、と訴える。
水原真樹〈28〉
演 - 森山未唯（第1話）
天医会総合病院精神科 患者。錯乱状態になり救急搬送されてくる。
田村司
演 - 石井智也
天医会総合病院精神科 医師。真樹の主治医。
警備員
演 - ひょうろく
天医会総合病院 警備員。警備員に扮した小鳥遊を呼び止める。
山田
演 - ニッチロー
草野球の対戦相手「ケイキョウ」のメンバー。
修験者
声 - 佐々木省三

水原家の祖先
声 - 末安康平、佐藤悠雅

##### 第3話・第4話
湯浅春哉〈34〉
演 - 馬場徹（第2話）
真鶴に好意を寄せている清和総合病院 麻酔科医。真鶴の虫垂炎手術が終わった直後、手術室で殺害される。
八卷亮〈32〉
演 - 長谷川純
清和総合病院第一外科 外科医。黒部と同じ医大出身でラグビー部の後輩でもあり、黒部に頭が上がらない。
秋津野乃花〈28〉
演 - 中村ゆりか
清和総合病院 看護師。優秀な器械出し看護師だが、黒部からセクハラを受けている。
黒部昭雄〈50〉
演 - 小松利昌
清和総合病院第一外科 部長。
戸隠一平〈40〉
演 - 濱津隆之
清和総合病院第一外科 副部長。真鶴の手術の執刀医。
坂東知佳
演 - 周本絵梨香（第3話）
清和総合病院 看護師。
刑事
演 - 和田雅成
桜井と共に病院に臨場した警視庁捜査一課の刑事。
警備員
演 - 早戸裕
清和総合病院 警備員。

辻野咲江〈47〉
演 - 安藤玉恵
清和総合病院 麻酔科部長。
袴田邦夫
演 - 斉藤暁
清和総合病院 院長。鷹央を幼い頃から知っている。
手術患者
演 - 瀬戸口祥侑（第3話）
小鳥遊達から手術を受ける。

##### 第5話
三木景子
演 - 橋本マナミ
健太の母。
三木健太〈8〉
演 - 石塚陸翔（第4話）
小児科716号室の白血病患者。
冬本淳〈15〉
演 - 柴崎楓雅
小児科717号室のWPW症候群患者。3日前、不整脈発作を起こす。
木原勝次〈14〉
演 - 山口太幹
小児科717号室の急性虫垂炎患者。一週間前、嘔吐する。
作田雄一〈13〉
演 - 渡邉斗翔
小児科717号室のマイコプラズマ肺炎患者。4日前、喘息発作を起こす。
がん患者
演 - 川北和郁
小鳥遊が担当していた料理人の大腸がん患者。抗がん剤治療で味覚障害になり自殺している。

##### 第6話
寺田一樹
演 - 尾上寛之
桜子の事件を担当する警視庁捜査一課 刑事。
藤本一平
演 - 柾木玲弥
桜子の部屋の真上の部屋に住んでいる男性。相馬若菜の学生時代の同級生。
関原桜子〈25〉
演 - 藤江萌
相馬若菜の親友の看護師。一カ月前に殺害されている。
川上敦也
演 - 清水一輝
深夜に国道でレースをしている男性。
管理人
演 - 城戸光晴
桜子が住んでいたマンションの管理人。
レストラン店員
演 - 菅原帆波

男性
演 - 稲田崇光
敦也の仲間。
看護師
演 - 戸田琴華
桜子の同僚看護師

刑事
演 - 鈴木雄二
寺田と組んで捜査にあたる所轄署の刑事。

##### 第7話
御子神氷魚
演 - 賀来千香子（第6話）
「御子神記念病院」院長 兼 総合内科部長。鷹央の臨床実習生時代の指導医。自閉スペクトラム症。帝都大医学部総合内科 元教授。難病のアミロイドーシスに罹っており、鷹央に余命半年と診断されている。だが、それよりも早く自分が死んだら自然死ではなく殺人なので、その時は犯人を見つけて欲しい、と鷹央に頼む。その後、病院のカルテ庫で謎の死を遂げる。
御子神鮎奈
演 - 内田理央
氷魚の姪。「御子神記念病院」医師。研修を終えたばかりの新米医師。親を早くに亡くし、氷魚を母のように慕っていた。
斉藤誠二
演 - 夙川アトム
氷魚の顧問弁護士。
店員
演 - 櫻井優衣（FRUITS ZIPPER）
飲食店 店員。
大瀧悠介
演 - 堀丞
「御子神記念病院」放射線技師。
救命医
演 - 和田悠佑（第8話）
「天医会総合病院」救命部医師。
医師
演 - 松木研也、林千津子
「御子神記念病院」医師。院長室の金庫前で倒れた知奴の元へ駆けつける。
御子神知奴
演 - 梶原善
氷魚の兄。「御子神記念病院」副院長。4年前、くも膜下出血をおこしてから車椅子を使用している。

##### 第8話
吉田裕也
演 - 平賀雅臣
大鷲が若い頃働いていた「宮城県立仙北総合病院」の医師。大鷲のことを小鳥遊らに語る。
職員
演 - 小野寺ずる
小鳥遊たちにお茶を出す気仙沼弁の「宮城県立仙北総合病院」職員。
大谷似
演 - 井手口佳暉（大谷似翔平）
草野球の対戦相手「ケイキョウ」のメンバー。

司会者
演 - 河北茉子
倉石の記者会見の司会者。
ホヤぼーや
演 - 本人
真鶴と記念写真を撮影する気仙沼市のゆるキャラ。

##### 最終回
鈴原桃花
演 - 奥菜恵（第8話）
宗一郎の母。鷹央の診断は誤診だと医療過誤で訴える。小児科のない病院で働く現役の看護師。3年前に離婚後、女手一つで宗一郎を育てている。
金沢隆太
演 - 笠原秀幸
宗一郎の父、桃花の元夫。「南海大学病院」の救急医。
鈴原宗一郎〈7〉
演 - 木村優来（第8話）
桃花の息子。1カ月半前、鷹央が診察し、ビタミンA過剰症と診断した少年。喘息と癲癇の既往歴がある。
篠崎英俊
演 - 西村直人
真鶴が鷹央のために連れて来た弁護士。
茂手内陽太
演 - 桂正和
桃花が働いている病院の入院患者。

### スタッフ（テレビドラマ）
出典：
- 原作 - 知念実希人『天久鷹央の推理カルテ』シリーズ（実業之日本社文庫刊）
- 脚本 - 浜田秀哉
- ゼネラルプロデューサー - 服部宣之（テレビ朝日）、横地郁英（テレビ朝日）
- プロデューサー - 浜田壮瑛（テレビ朝日）、出井龍之介（東映）
- 協力プロデューサー - 井元隆佑（東映）
- 企画協力 - 大森敬仁
- 音楽 - 得田真裕
- 主題歌 - Da-iCE「Black and White」（avex trax）[77]
- オープニングテーマ - CROWN HEAD「Hidden」（ユニバーサル ミュージック / Virgin Music）[78]
- 演出 - 木村ひさし、田村直己（テレビ朝日）、吉川祐太、柏木宏紀
- 制作 - テレビ朝日、東映

### 放送日程（テレビドラマ）
| 各話                                                                        | 放送日  | サブタイトル                  | 演出       | 視聴率 |
| --------------------------------------------------------------------------- | ------- | ----------------------------- | ---------- | ------ |
| Karte.1                                                                     | 4月22日 | ドーナツ毒入り事件の謎        | 木村ひさし | 6.3%   |
| Karte.2                                                                     | 4月29日 | 水神様の祟りの謎              | 田村直己   | 6.2%   |
| Karte.3                                                                     | 5月06日 | 麻酔科医殺人事件の謎          | 木村ひさし | 5.8%   |
| Karte.4                                                                     | 5月13日 | 麻酔科医殺人事件の謎 -解決編- | 木村ひさし | 5.7%   |
| Karte.5                                                                     | 5月20日 | 小児病棟の天使の謎            | 吉川祐太   | 5.6%   |
| Karte.6                                                                     | 5月27日 | 看護師殺人事件の謎            | 吉川祐太   | 5.6%   |
| Karte.7                                                                     | 6月03日 | 恩師が遺した最期の謎          | 柏木宏紀   | 5.7%   |
| Karte.8                                                                     | 6月17日 | 最終章…繋がる全ての謎         | 木村ひさし | 4.3%   |
| Last Karte                                                                  | 6月24日 | オーダーメイドの毒薬の謎      | 木村ひさし | 6.0％  |
| 平均視聴率 5.7%（視聴率はビデオリサーチ調べ、関東地区・世帯・リアルタイム） |         |                               |            |        |

- 初回は21時 - 22時の6分拡大放送。
- 6月10日は『2026FIFAワールドカップアジア最終予選  日本× インドネシア』中継（19:00 - 21:35）及び、『報道ステーション』（21:35 - 23:10、25分拡大）放送のため休止。

| テレビ朝日系列 火曜9時枠の連続ドラマ                         | テレビ朝日系列 火曜9時枠の連続ドラマ             | テレビ朝日系列 火曜9時枠の連続ドラマ |
| 前番組                                                       | 番組名                                           | 次番組                               |
| ------------------------------------------------------------ | ------------------------------------------------ | ------------------------------------ |
| 家政夫のミタゾノ （第7シリーズ） （2025年1月14日 - 3月11日） | 天久鷹央の推理カルテ （2025年4月22日 - 6月24日） | 誘拐の日 （2025年7月8日 - ）         |